# 파브리케이터
파브리케이터(Phabricator)는 코드 리뷰 도구 Differential, 저장소 탐색기 Diffusion, 변경 사항 감시 도구 Herald, 버그 트래커 Maniphest, 위키 Phriction을 포함한 웹 기반 소프트웨어 개발 협업 도구들이다. 파브리케이터는 깃, 머큐리얼, 서브버전과 연동된다. 자유 소프트웨어로서 아파치 라이선스 버전 2로 이용 가능하다.
파브리케이터는 본래 페이스북에서 내부 도구로 개발되었다. 파브리케이터의 주 개발자는 에반 프리스틀리이다. 프리스틀리는 페이스북을 떠나 파실리티(Phacility)라는 이름의 새로운 회사에서 파브리케이터 개발을 계속하고 있다.

## 이용처
파브리케이터를 이용하는 곳은 다음을 포함한다:
- 블렌더[11]
- 블룸버그
- DeviantArt
- 드롭박스
- 인라이튼먼트 창 관리자
- 페이스북[12]
- FreeBSD[13]
- 칸 아카데미[14]
- LLVM[15]
- MemSQL
- 핀터레스트
- 하스켈[16]
- 쿼라[17]
- 우버
- 위키미디어 재단[18][19]

## 갤러리

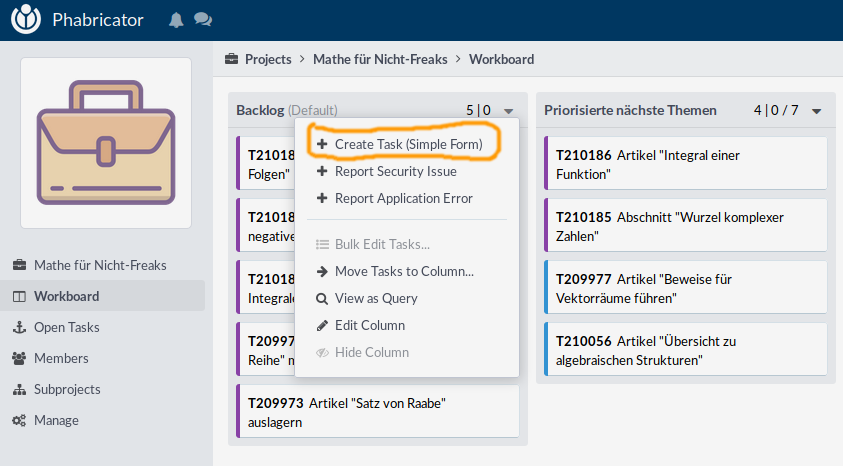
파브리케이터 워크보드
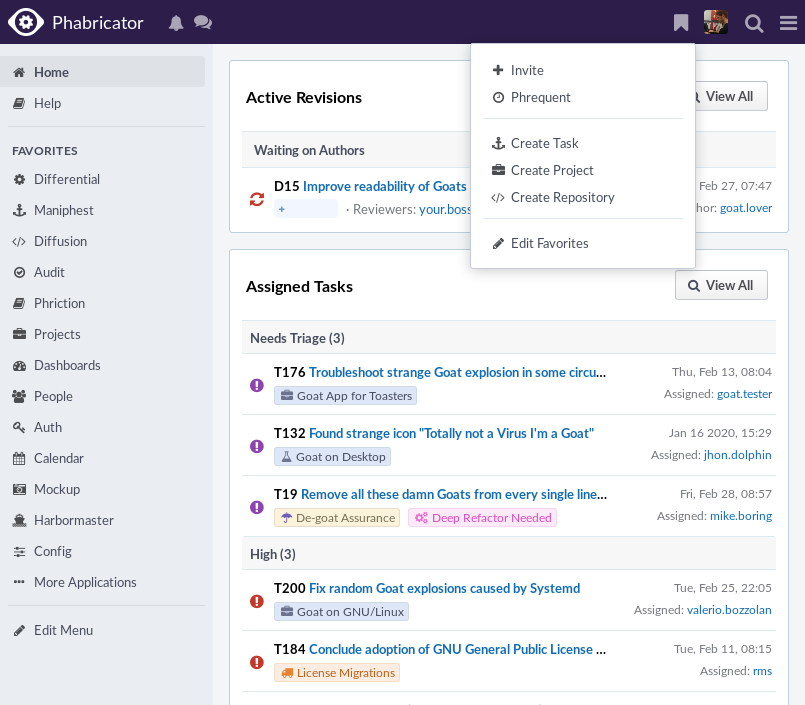
일반 파브리케이터 홈페이지
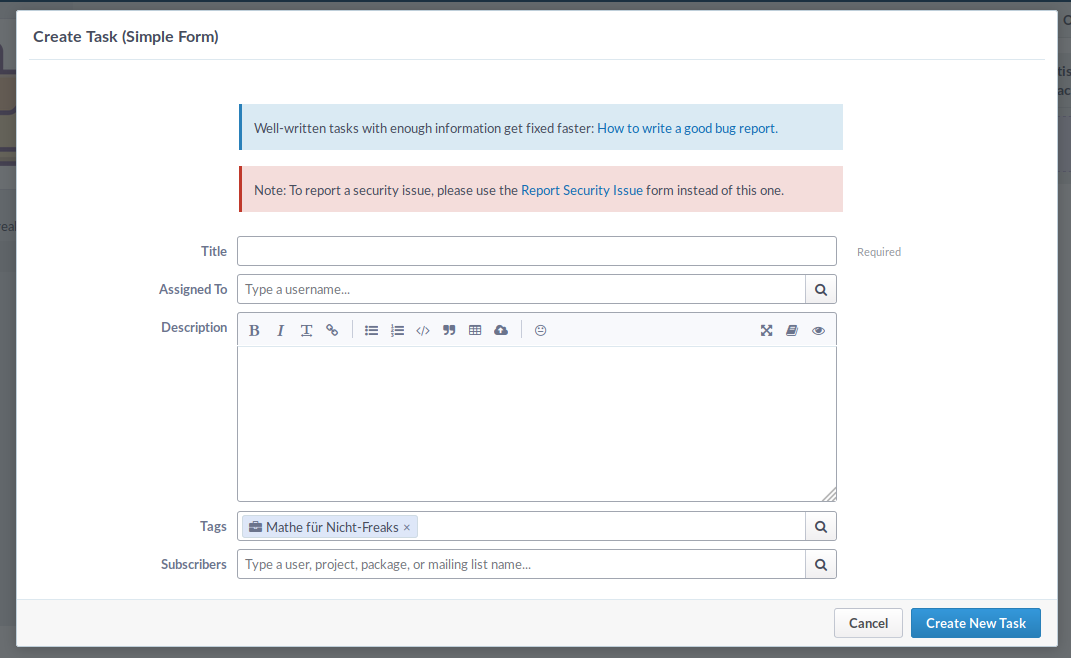
Task Form 생성 예시
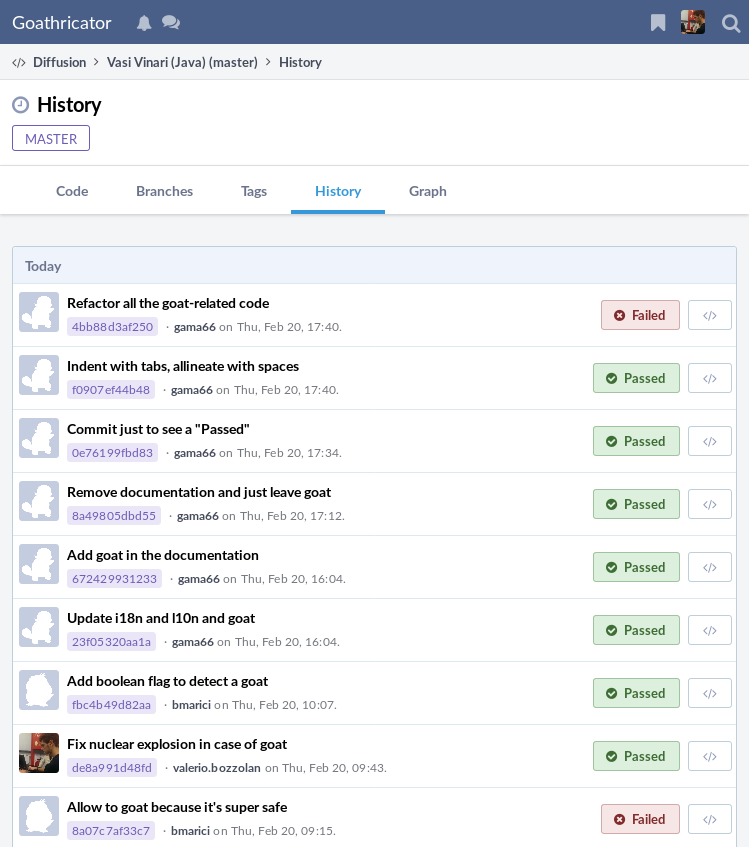
파브리케이터의 지속적 통합
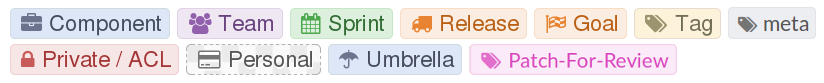
일부 사용자 정의 파브리케이터 프로젝트